# Vegetação da Croácia

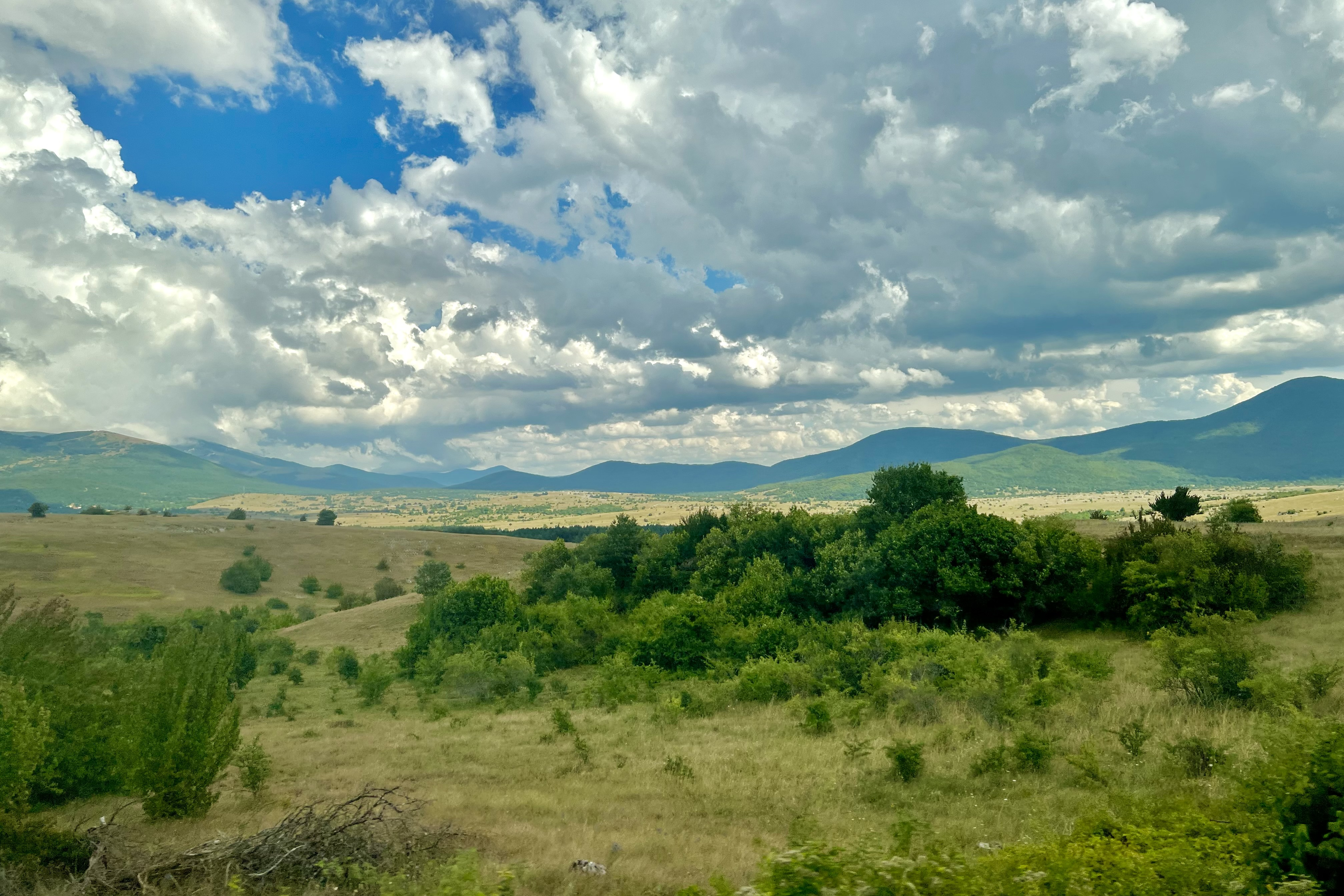
Kurjak, na Croácia.

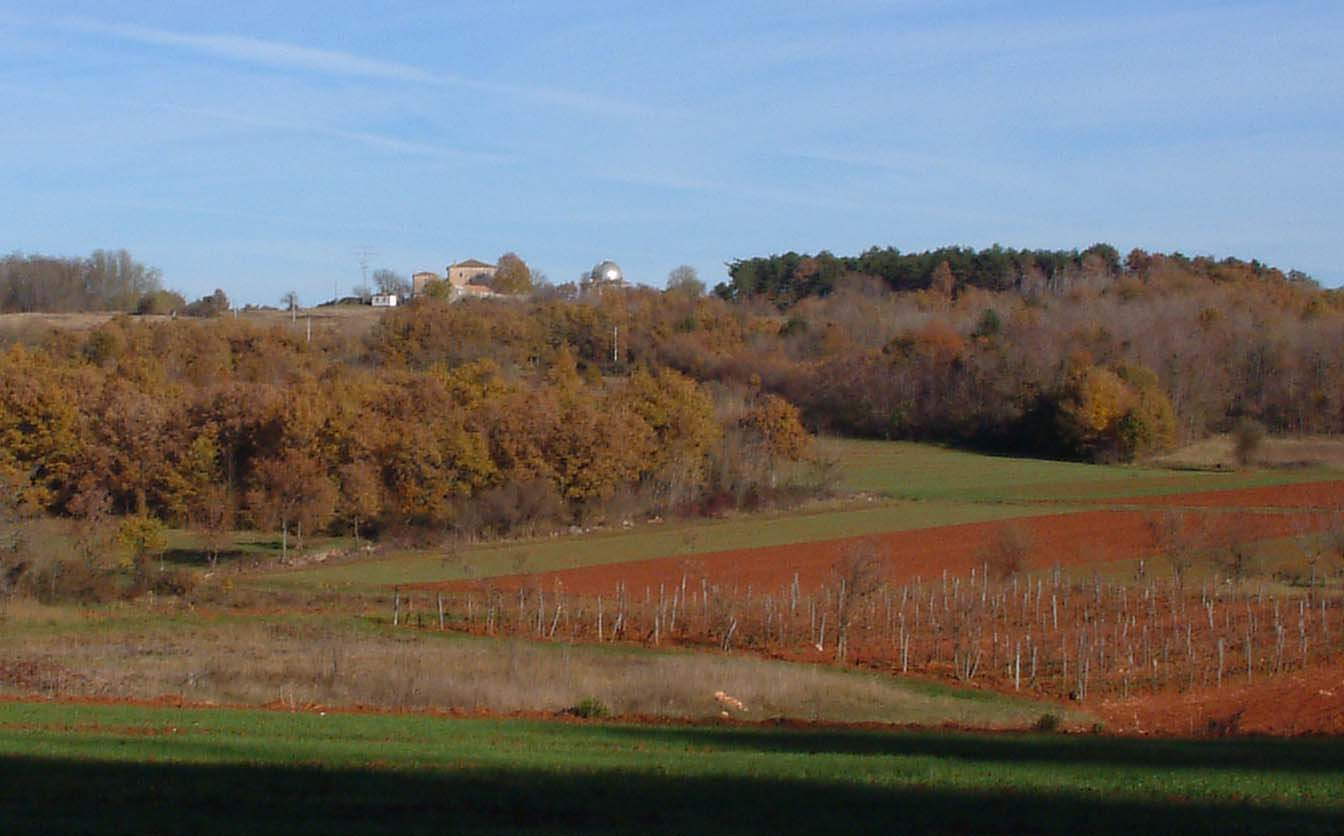
Vegetação da Croácia

A Croácia, com sua variedade geográfica, topografia e clima, abriga uma rica diversidade de vegetação, que varia desde florestas densas e exuberantes até prados alpinos e vegetação costeira. Essa diversidade é influenciada por fatores como altitude, latitude, exposição solar e proximidade com o mar, criando uma paisagem vegetal única e multifacetada.

## Tipos de vegetação
Entre os principais tipos de vegetação encontrados na Croácia, estão:
1. Florestas Decíduas - As florestas decíduas são predominantes em muitas áreas do país, especialmente nas regiões montanhosas e de planaltos. Carvalhos, faias, olmos e bétulas são algumas das espécies comuns encontradas nessas florestas. Elas perdem suas folhas sazonalmente durante o outono e o inverno, proporcionando um espetáculo de cores vibrantes.
2. Florestas de Coníferas - Nas áreas mais elevadas, como os Alpes Dináricos e as Montanhas Gorski Kotar, as florestas de coníferas dominam a paisagem. Espécies como pinheiros, abetos e cedros prosperam nessas condições climáticas mais frias e úmidas, oferecendo habitat para uma variedade de vida selvagem.
3. Vegetação Mediterrânea - Nas regiões costeiras ao longo do Mar Adriático, a vegetação é caracterizada por uma mistura de arbustos resistentes à seca, como a maquia e o garrigue, juntamente com pinheiros e ciprestes. Essas plantas adaptadas ao clima mediterrâneo são comuns em encostas rochosas e solos pobres.
4. Vegetação Ribeirosa e Lacustre - As áreas ribeirinhas e ao redor dos lagos são o lar de uma vegetação diversificada, incluindo árvores como salgueiros, choupos e amieiros, bem como uma variedade de plantas aquáticas, como juncos e ninfeias. Esses ambientes úmidos oferecem habitat vital para aves aquáticas e vida selvagem aquática.
5. Pradarias e Campos Alpinos - Em altitudes mais elevadas, acima da linha das árvores, prados alpinos e campos floridos podem ser encontrados. Essas áreas sustentam uma variedade impressionante de flores silvestres, gramíneas e ervas, criando paisagens pitorescas durante os meses mais quentes do ano.

## Importância da vegetação

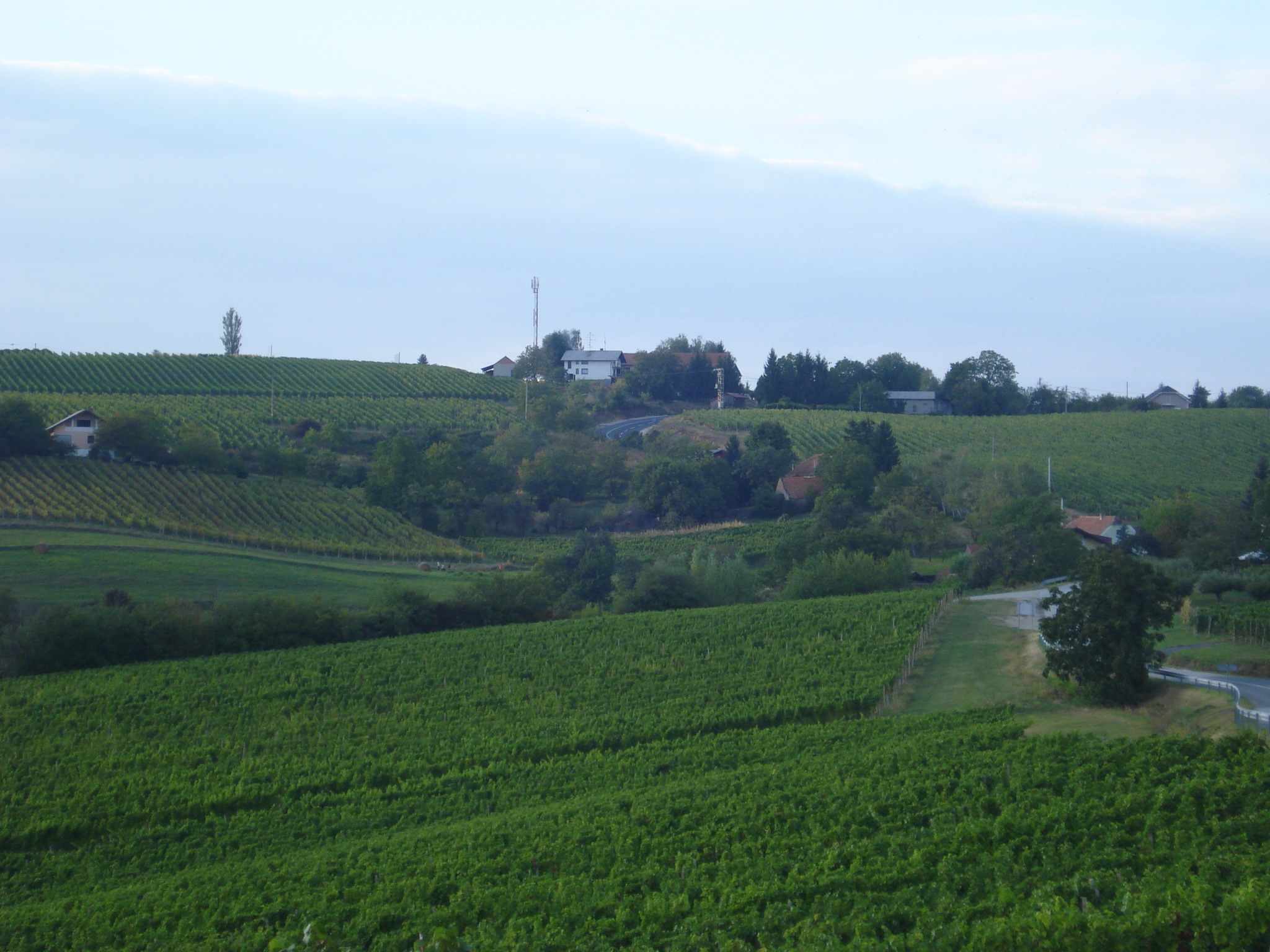
Agricultura na Croácia.

A vegetação da Croácia desempenha um papel fundamental na conservação da biodiversidade, proteção do solo, regulação do ciclo da água e fornecimento de habitat para a vida selvagem. Além disso, as florestas fornecem recursos essenciais, como madeira, alimentos silvestres e produtos não madeireiros, enquanto os ecossistemas costeiros sustentam importantes indústrias de turismo e pesca.

## Desafios e conservação
Apesar da riqueza de sua vegetação, a Croácia enfrenta desafios ambientais, incluindo desmatamento, urbanização descontrolada, fragmentação do habitat e pressão sobre os ecossistemas costeiros. A conservação da vegetação e dos ecossistemas é fundamental para garantir a sustentabilidade ambiental e o bem-estar das gerações futuras. Programas de conservação, manejo florestal sustentável e medidas de proteção ambiental são essenciais para preservar a diversidade vegetal única da Croácia.